# 淘兒唱片
淘兒唱片（英語：Tower Records）是源自美國的跨國連鎖唱片行，在世界各地均有展開業務，主要透過特許經營方式。宣傳口號是「沒有音樂，沒有生活」（No Music, No Life.）。其公司的原始名稱為MTS公司（MTS Inc.）。
1960年在美國沙加緬度創立，由於美國國內的門市在2006年全部結束營業，現在品牌據點主要位於海外，尤其在日本擁有龐大的市場佔有率。

## 沿革
淘兒唱片的發祥是羅素·所羅門於1960年在美國加利福尼亞州沙加緬度開業的唱片店，他的父親在一家1939年開業的電影院「Tower Theatre」內開過一家同名藥店，而唱片店最早是在父親的店鋪中開始，因此得名。1970年，淘兒唱片在好萊塢開店。
1980年，淘兒唱片在日本札幌開設了日本首家店鋪，并開始在世界各國展店。鼎盛時期在加拿大、英國、日本、香港、台灣、新加坡、韓國、泰國、馬來西亞、菲律賓、愛爾蘭、以色列、阿聯酋、墨西哥、哥倫比亞、厄瓜多爾、阿根廷都有店鋪，美國國內則有89家店鋪。然而，由於整體業績下滑，MTS公司在2002年將日本業務售出，MTS公司本身則在2006年8月20日申請破產，美國國內的淘兒唱片店鋪全部結束營業、但仍有網路商店，美國以外的淘兒唱片店鋪仍繼續營業。

### 在日本的發展

日本淘兒唱片標誌，右側寫有「No Music, No Life.」的品牌口號。

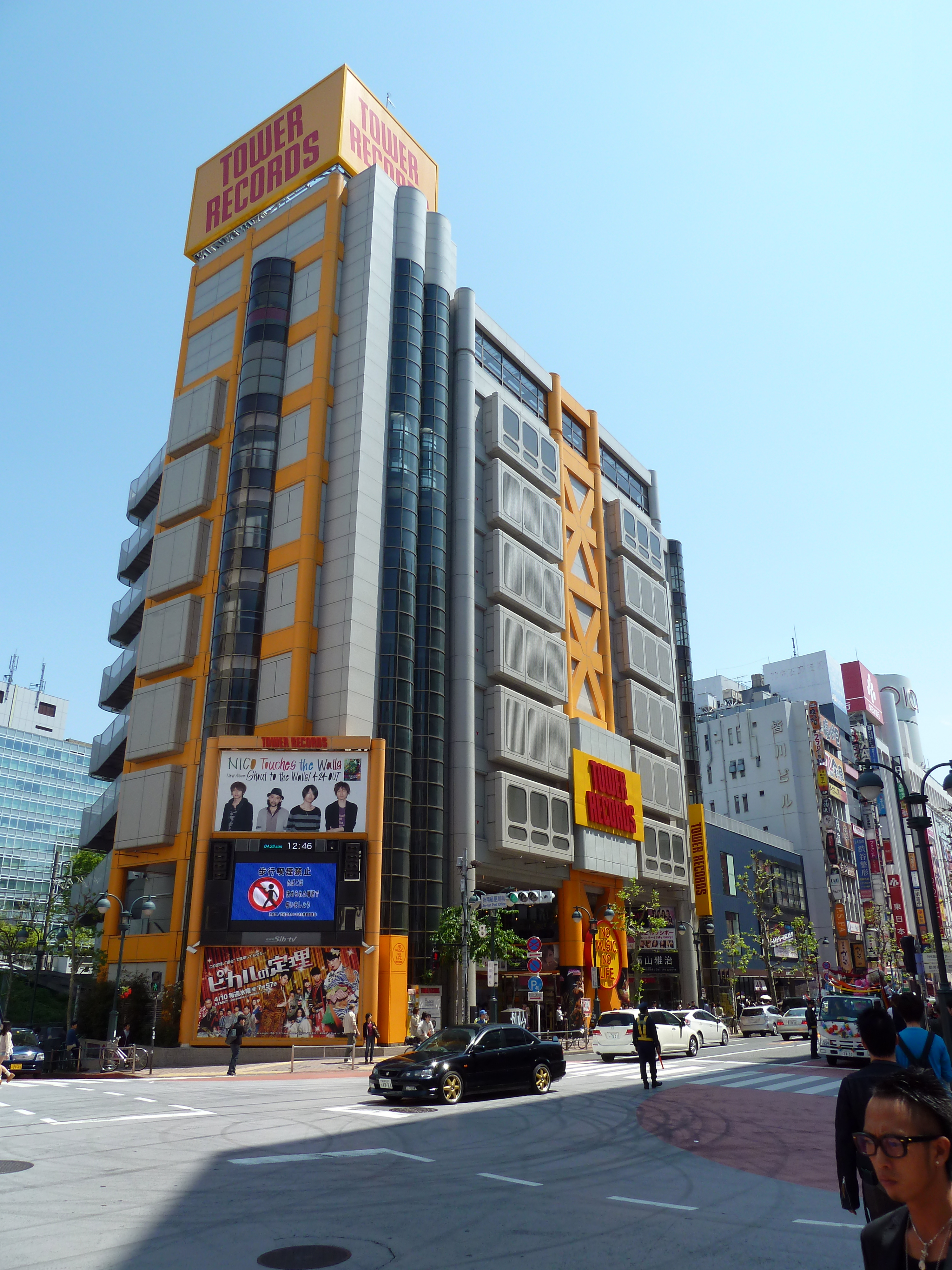
淘兒唱片澀谷店，為日本淘兒唱片的旗艦店及公司登記所在地

目前世界各地的淘兒唱片事業中，日本的規模是最大的。2002年淘兒唱片將其日本店出售給當地經理人與投資公司。淘兒唱片由「淘兒唱片株式會社」（タワーレコード株式会社）經營，以NTT DOCOMO與7&I控股為兩大股東。在日本國內有82家店鋪，是日本國內規模最大的連鎖唱片店。除了做為本業的實體通路以外，旗下並擁有「T-Palette Records」等自有唱片品牌、以及網路商店業務。

### 在台灣的發展
1992年初，淘兒唱片進入台灣市場。台灣的淘兒唱片以「淘兒音樂城」為中文品牌，曾經在臺北市開設4間門市：頂好店位在台北市大安區忠孝東路四段71-1號的香檳大廈2樓，暱稱「東淘」；西門店位在台北市萬華區成都路12號，往西門紅樓人行道旁3層樓建築全棟，暱稱「西淘」；天母店位在台北市忠誠路二段55號大葉高島屋4樓；信義店位在信義區松高路12號新光三越百貨公司A8館6樓。另外，過往曾有一間門市位在士林區基河路金雞廣場，暱稱「雞淘」，但因金雞廣場產權問題，僅短暫出現一陣即消失。2003年11月，因唱片業衰退，先後退出台灣市場。

## 外部連結

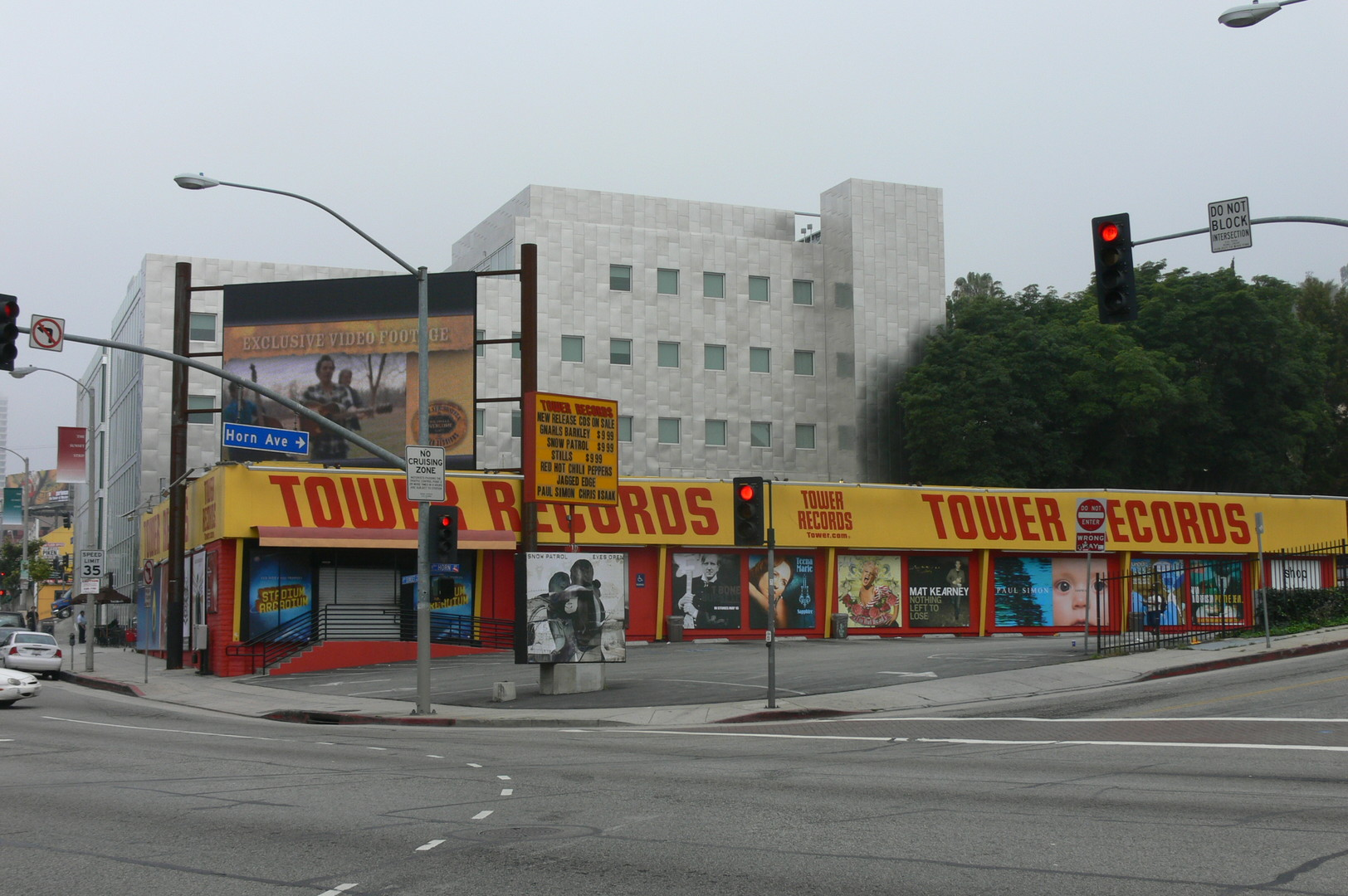
一家位於美國洛杉磯日落大道的淘兒唱片門市

- Tower Records （页面存档备份，存于）（MTS Incorporated）
- 日本淘兒唱片 （页面存档备份，存于）
- As Tower Fades at Home, It Still Shines Abroad （页面存档备份，存于）